# 隆泸铁路
隆泸铁路是四川省泸州市联系全国铁路网的第一条铁路，是隆黄铁路最北的部分。南起泸州站，北接成渝铁路隆昌站，全长55千米。铁路等级为地铁Ⅰ级，单线。投资2.9388亿元。业主为四川省地方铁路局泸州分局。
1992年12月23日，隆叙铁路隆昌至泸州段贯通。1993年4月1日隆泸段开通货物运输。1995年1月10日管内临客泸州-成都的333/334次开行。
随着泸州-纳溪（2006年6月建成，全长27公里，投资6亿元）、纳溪-叙永（2004年11月18日开工，2009年6月19日开通使用，正线全长77.599公里，总投资14.5亿元）两段铁路建成，隆叙铁路全程通车，总长160km。途经内江市隆昌县和泸州市泸县、江阳区、龙马潭区、纳溪区、叙永县，管辖福集站、泸州站、方山站、纳溪站、护国站、江门站、兴隆站、叙永站及隆昌交接站等9个车站。是无烟煤储量40亿吨的古（蘭）叙（永）煤田入川下水的通道。2015年又延长出叙大铁路。
2002年1月由四川省地方铁路局泸州分局和四川省隆纳铁路有限责任公司合并成立四川泸州铁路有限公司。现名泸州川铁铁路有限责任公司，现有员工680人。隶属于川铁集团控股公司。
泸纳铁路建设的泸州长江铁路大桥，全长1476.3m，32个墩台，墩高53.5m，最大跨144m，投资1.6亿元。2000年11月开工，2002年12月合拢。2004年2月竣工。